# Storie di fantasia e di fantascienza
Storie di fantasia e di fantascienza è una raccolta di romanzi di fantascienza di H. G. Wells pubblicata nel 1980 dalla casa editrice Mursia nella collana I grandi scrittori di ogni Paese divisa in 6 volumi pubblicati tra il 1966 e il 1981.

## Elenco dei romanzi
- Storie di fantasia e di fantascienza (antologia) traduzione di vari

### La storia di Plattner e altre storie
- La storia di Plattner e altre storie (saggistica, The Plattner Story and Others), introduzione di Fernando Ferrara, pag. IX
- La storia di Plattner (racconto,  The Plattner Story, 1896), traduzione di Renato Prinzhofer pag.3
- Gli argonauti dell'aria (racconto, The Argonauts of the Air, 1896), traduzione di Renato Prinzhofer pag.19
- Il fu signor Elvesham (racconto, The Story of the Late Mr. Elvesham, 1896), traduzione di Renato Prinzhofer pag.29
- Nell'abisso (racconto, In the Abyss, 1896), traduzione di Renato Prinzhofer pag.43
- Il pomo (racconto breve, The Apple, 1896), traduzione di Renato Prinzhofer pag.56
- Sotto il bisturi (racconto, Under the Knife), traduzione di Renato Prinzhofer pag.63
- I razziatori del mare (racconto, The Sea Raiders, 1896), traduzione di Renato Prinzhofer pag.74
- Pollock e il Porroh (racconto, Pollock and the Porroh Man, 1895), traduzione di Renato Prinzhofer pag.83
- La camera rossa (racconto, The Red Room, 1896), traduzione di Renato Prinzhofer pag.96
- Il cono (racconto, The Cone, 1895), traduzione di Renato Prinzhofer pag.103
- Il pileo purpureo (racconto, The Purple Pileus, 1896), traduzione di Renato Prinzhofer pag.112
- Come Jane fu piantata in asso (racconto breve, The Jilting of Jane, 1896), traduzione di Renato Prinzhofer pag.122
- Alla moderna: storia d'amore fredda (racconto, In the Modern Vein: An Unsympathetic Love Story), traduzione di Renato Prinzhofer pag.128
- Una catastrofe (racconto breve, A Catastrofe, 1895), traduzione di Paolo Carta pag.136
- L'eredità perduta (racconto breve, The Lost Inheritance), traduzione di Paolo Carta pag.143
- La triste storia di un critico drammatico (racconto breve, The Sad Story of a Dramatic Critic), traduzione di Paolo Carta pag.149
- Un vetrino sotto il microscopio (racconto, A Slip Under the Microscope, 1896), traduzione di Paolo Carta pag.156

### Racconti dello spazio e del tempo
- Racconti dello spazio e del tempo (saggistica, Tales of Space and Time)pag. - .
- L'uovo di cristallo (racconto, The Crystal Egg, 1897), traduzione di Paolo Carta pag.173 .
- La stella (racconto, The Star, 1897), traduzione di Paolo Carta pag.187 .
- Una storia dei giorni futuri (romanzo, A Story of the Stone Age, 1897), traduzione di Paolo Carta pag.241 .
- L'uomo che poteva compiere miracoli (racconto, The Man Who Could Work Miracles, 1898), traduzione di Paolo Carta pag. 311.

### Dodici storie e un sogno
- Dodici storie e un sogno (saggistica, Twelve Stories and a Dream)pag. -
- Filmer (racconto, Filmer), traduzione di Paolo Carta pag.329
- La bottega magica (racconto, The Magic Shop, 1903), traduzione di Paolo Carta pag.343
- La valle dei ragni (racconto, The Valley of Spiders, 1903), traduzione di Paolo Carta pag.352
- La verità su Pyecraft (racconto, The Truth About Pyecraft, 1903), traduzione di Paolo Carta pag.361
- Il signor Skelmersdale nel paese delle fate (racconto, Mr. Skelmerdale in Fairyland), traduzione di Paolo Carta pag.370
- Il fantasma inesperto (racconto, The Inexperienced Ghost), traduzione di Paolo Carta pag.381
- Jimmy Goggles il dio (racconto, Jimmy Goggles the God, 1898), traduzione di Paolo Carta pag.392
- Il nuovo acceleratore (racconto, The New Accelerator, 1901), traduzione di Paolo Carta pag.402
- La vacanza del signor Ledbetter (racconto, Mr. Ledbetter's Vacation, 1898), traduzione di Paolo Carta pag.414
- Il corpo rubato (racconto, The Stolen Body, 1898), traduzione di Paolo Carta pag.429
- Il tesoro del signor Brisher (racconto, Mr. Brisher's Treasure, 1899), traduzione di Paolo Carta pag.442
- Il cuore della signorina Winchelsea (racconto, Miss Winchelsea's Heart, 1898), traduzione di Paolo Carta pag.451
- Un sogno di Armageddon (racconto, A Dream of Armageddon), traduzione di Paolo Carta pag.466

### Il paese dei ciechi e altre storie
- Il paese dei ciechi e altre storie (saggistica)
- L'impero delle formiche (racconto The Empire of the Ants, 1905) traduzione di Renato Prinzhofer, pag. 491
- Visione del giudizio universale (racconto breve, A Vision of Judgement, 1899) traduzione di Renato Prinzhofer, pag. 505
- Le corazzate terrestri (racconto, The Land Ironclads, 1903) traduzione di Renato Prinzhofer, pag. 510
- Il vestito bello ( racconto breve, The Beautiful Suit) traduzione di Renato Prinzhofer, pag. 529
- La porta nel muro (racconto, The Door in the Wall, 1906) traduzione di Renato Prinzhofer pag. 533
- La perla dell'amore (racconto breve, The Pearl of Love) traduzione di Renato Prinzhofer, pag. 547
- Il paese dei ciechi (racconto, The Country of the Blind, 1904) traduzione di Renato Prinzhofer, pag.551
- La riconciliazione (racconto breve, The Reconciliation) traduzione di Paolo Carta, pag. 571
- Il mio primo aeroplano (racconto, My First Aeroplan, 1910) traduzione di Paolo Carta, pag. 577
- Mammina sul Mörderberg (racconto, Little Mother Up the Mörderberg, 1910) traduzione di Paolo Carta, pag. 586
- La storia dell'ultima tromba (racconto, The Story of the Last Trumpet) traduzione di  Paolo Carta, pag. 595
- L'orribile gente (racconto, The Grisly Folk, 1921) traduzione di Paolo Carta, pag. 606

## Collana I grandi scrittori di ogni Paese
- Tutti i racconti e i romanzi brevi (1966) OCLC 859634103
- Avventure di fantascienza (1966) OCLC 955839897
- Storie di fantasia e di fantascienza (1980) OCLC 799828764
- La macchina del tempo e altre avventure di fantascienza (1980) OCLC 797098735
- Il risveglio del dormiente e altre avventure di fantascienza (1980) OCLC 799285121
- La guerra nell'aria e altre avventure di fantascienza (1981) OCLC 799829452

L'opera ripropone alcuni romanzi di Wells pubblicati tra il 1895 e il 1921
Introduzione e saggi sono curati da Ferdinando Ferrara, mentre le traduzioni sono di Renato Prinzhofer, Adriana Motti, Giuseppe Mina, Piccy Carabelli, Mary Corsani e Lia Spaventa Filippi.